# DRAGON QUEST IV外伝 -地獄の迷宮-
『DRAGON QUEST IV外伝 -地獄の迷宮-』（ドラゴンクエストフォーがいでん じごくのめいきゅう）は、原作 - 三条陸、漫画 - 稲田浩司、監修 - 堀井雄二による漫画作品。集英社『月刊少年ジャンプ』の2001年12月号と2002年1月号に掲載された。前編と後編による全2話。
エニックス（現・スクウェア・エニックス）のコンピュータゲーム『ドラゴンクエストIV 導かれし者たち』をもとにした外伝作品である。

## 概要
『ドラゴンクエストIV 導かれし者たち』のPlayStation版の発売に合わせ、1989年から1996年にかけて『週刊少年ジャンプ』に連載され人気を博した『DRAGON QUEST -ダイの大冒険-』の作者である両名によって描かれた。
原作の主人公（勇者）たちが第5章でアッテムトの町を訪れる時期に相当する物語だが、本作の主人公は勇者たちとは別にその世界を冒険している人物である。主人公のギィンと相棒のプラナは、のちに『月刊少年ジャンプ』2002年4月号より連載が開始される三条・稲田の作品『冒険王ビィト』の主人公ビィトと、そのパートナーであるポアラの雛型となっている。

## モンスターバスター
本作の主人公、ギィンやプラナたちが生業にしている職業。モンスターを倒した賞金で生きている戦士たちである。
モンスターバスターには誰でもなることができる。バスターの証である「魔石」で倒したモンスターを転送することでそのモンスターに応じた経験値やゴールドを得ることができ、経験値が一定の値まで溜まるとレベルが上がる。基本的にレベルが高いほど強い戦士と言えるが、なかには低レベルでも高レベルの者より高い実力を持つ者も存在する。システムを取り仕切っている者は作中では明言されていないが、謎の人物がギィンの戦闘記録を教会で入手する場面がある。
『ダイの大冒険』本編中ではオミットしていた「経験値・レベル」と「敵を倒してゴールドを獲る」概念を明文化したシステムである。

## ストーリー
前編 迷宮の章
モンスターバスターの家系の息子であるギィン・ゴルドは、幻のモンスター、はぐれメタルを倒すのに夢中でまったくレベルが上がらず、パーティを組む幼馴染のプラナもあきれ果てていた。食費にも困るありさまだったプラナは、バスター仲間のドッカルスが持ちかけた儲け話に乗り、モンスター目当てのギィンとともに、実力者がそろった謎の一味の忠告にもかかわらずアッテムト鉱山の迷宮に挑み、地下宮殿の宝物庫にたどり着く。しかし、最初から財宝を独占しようとしていたドッカルスたちによってプラナは罠にかけられ、さらに宮殿の番人ドラゴンライダーが動きだし、絶体絶命の窮地におちいる。そこへひとりでモンスターを追っていたギィンが現れ、倒した経験のあるドラゴンライダーたちを苦もなく片付ける。プラナはギィンにとって一度の戦いが他人よりもはるかに大きな経験になっていることに気づくが、そのとき突如大地が揺れ、地の底に眠る地獄の帝王エスタークが目覚めはじめる。
後編 地獄の章
ギィンとプラナは崩壊する宮殿から脱出を果たすが、大物モンスターの存在を予感したギィンはドッカルスたちが取り残された地下深くへと戻り、半覚醒状態のエスタークと対面する。眠りを妨げる者すべてに襲いかかるエスタークにはギィンの攻撃もまったく通用せず、見かねたプラナも参戦する。エスタークの回復能力に気づいたギィンは、プラナのサポートを得て弱点を見つけ出し、はぐれメタルを倒すための毒針を叩き込むことに成功するが、その衝撃でエスタークが完全に覚醒し、追いつめられる。次の瞬間、雷の呪文ライデインが炸裂してエスタークは倒れ、ギィンたちは以前に忠告してきた謎の一味の正体が本物の勇者一行であったことを知る。ドッカルスたちは教会に突き出され、ギィンの実力は勇者にも認められるが、当のギィンは話も聞かず、早速はぐれメタルを倒しに向かう。

## 登場人物
ギィン・ゴルド
本作の主人公。有名なモンスターバスター一家、ゴルド家の息子。珍しいモンスターに目がなく、はぐれメタルを倒すことを目標としている。レベル11からまったくレベルが上がらず、この一週間でレベルが上がらなければ勘当されると両親に言い渡されていたが、当の本人はまったく気にする様子はない。レベルは低いがめっぽう強く、強力な怪物を無傷であしらう実力を持つ。その理由として、謎の人物は「レベル1の頃から戦闘に関しては天才的」、プラナは「一度の戦いが他の何十倍の経験になっている」と見立てる。レベルが上がらないのは、モンスターを倒せないのではなく、モンスターを倒しても転送しないからで、戦闘記録では1種のモンスターにつき1匹ずつしか倒していないことになっているうえに、スライムの次がアークバッファローという規格外の経歴を持つ。はぐれメタルを確実に倒すために毒針をつねに携帯し、それ以外の武器はプラナから適時借りて戦う。作中では呪文を使用する場面はない。
名前の由来は「銀」と「ゴールド」から。それぞれメタルスライムとゴールドマンの色として、経験値とゴールドのシンボルカラーとみなした。
プラナ
ギィンの幼馴染で何でも屋。レベル32で、ベギラマやメラゾーマを扱える。あらゆる武器を取り出せる不思議な円筒状の武器入れを持つ。ギィンの「モンスターフェチ」ぶりにあきれ果てているが、放ってはおけない。
名前の由来は先述したシンボルカラーを踏まえ、経験値とゴールドをバランスよく得られる人物とのニュアンスを込めて「プラチナ」から来ている。
ドッカルス
モンスターバスターの男。アッテムトの出身。仲間ふたりとともに、「アッテムトの隠し秘宝」を入手するため、プラナを騙して利用する。
エスターク
「地獄の帝王」と呼ばれる、アッテムト鉱山の地下に眠る強大な力を持つモンスター。眠りを妨げられると人間、モンスターを問わず、その場にいるすべての者の命を奪わなければ収まらない。ダメージを受けてもすぐに回復するため、並大抵のダメージをいくら与えても倒れない。
謎の一味
マントを羽織りフードで素顔を隠した、かなりの実力者で構成される謎の集団。ギィンがただ者でないことを知り、彼を追ってアッテムトの鉱山の奥へ向かう。その正体はラストで勇者の一行であることが明らかにされる。

## 単行本
集英社刊、ジャンプ・コミックス。2002年8月7日初版、ISBN 4-08-873309-6。
三条・稲田両名の1990年の作品である『DQI秘伝 竜王バリバリ隊』も同時に収録している。
その後、『ドラゴンクエスト』誕生25周年を記念して2011年9月16日に集英社ジャンプリミックスから発売された『ドラゴンクエスト作品集Vol.1 地獄の迷宮』に両作品とも再録されている。